# Padre de huérfanos
Padre de huérfanos fue una institución municipalista creada para reprimir la mendicidad infantil y juvenil. Se creó en Valencia (1338) y posteriormente se desarrolló en diferentes localidades de la Corona de Aragón y Navarra en las que sobrevivió hasta su extinción en 1793. Se considera como uno de los antecedentes de los Tribunales Tutelares de Menores creados a principios del siglo XX.

## Historia
En el contexto de la primera gran crisis del feudalismo se produjo una gran migración a las ciudades, lo que produjo una gran masa de pobreza y mendicidad urbana. El consejo de la ciudad de Valencia solicitó a Pedro IV de Aragón, el Ceremonioso, la oficialización del cargo de curator, o curador, dirigido al cuidado de huérfanos y otras personas indigentes, cargo que se oficializó el 6 de marzo de 1338. Los curadores eran nombrados por un tiempo determinado (habitualmente un año, con posibilidad de reelección) y se les daba poder sobre todos los huérfanos y huérfanas, infancia y jóvenes abandonados, aunque tuvieran padres o parientes que se opusieran. La misión de estos curadores era la de ofrecer una instrucción a las personas bajo su cuidado para poder colocarlas en diferentes oficios e inspeccionar su cumplimiento. En caso de incumplir sus obligaciones laborales podían ser castigados con palos, azotes y con la expulsión de la ciudad.
Si bien en la provisión real se habla de designar a dos curadores, se convirtió en un cargo unipersonal, elegido por la corporación municipal y nombrado por el Justicia de lo civil. En el siglo XIV ejercieron el cargo diferentes mercaderes y notarios y en ese siglo se generalizó el nombre de pare dels òrfens, padre de huérfanos, en español, dejando de lado el concepto de curator.
La institución sufrió diferentes cambios. Entre ellos destaca una disposición de 1407 de Martín el Humano que creó un juez específico para menores, con independencia del Justicia de lo criminal. Posteriormente, en 1477, Juan II amplió su capacidad en relación con la jurisdicción salarial y laboral de los tutelados. Entre 1518 y 1519, Carlos I confirmó estos privilegios y añadió la posibilidad de que el salario quedara en poder del tribunal hasta la mayoría de edad del menor o su matrimonio.
Poco a poco el nombramiento se convirtió en oficio e institución, con varios empleados a sueldo: escribano, dos alguaciles y varios asesores letrados, además del propio padre de huérfanos. En la creación del de Zaragoza se establecía que además del salario anual el padre de huérfanos tendría derecho a corretaje por contrato, descontado al huérfano de su salario. En el siglo XVI pasó a ser un puesto designado por el rey en concepto de pago por los servicios prestados a la Corona. El cargo se fue corrompiendo, llegando a ser vitalicio, incluso heredado por mujeres (algo ilegal en el fuero valenciano, donde las mujeres no podían ser tutoras ni desempeñar cargos públicos).
La última reforma fue la realizada por Carlos III en 1765 con intención de ordenar y redirigir las funciones del cargo limitando su tiempo de acción e incluyendo inspecciones y rendición de cuentas. Sin embargo, para entonces el cargo ya estaba desprestigiado debido a las quiebras de los depositarios de los fondos y la condena por estafa al padre de huérfanos en 1760.
Finalmente, en diciembre de 1793, una Real Orden de Carlos IV suprimió la institución y todas sus funciones.

## Expansión de la institución según Comunidad Autónoma
Esta institución de origen valenciano se creó también en Castellón (1386), Alcira, Játiva y Orihuela (1553). Tuvo presencia en Cataluña, concretamente en Barcelona (<1494) y Lérida. Además de en los municipios navarros de Tudela (1527-1804), Estella y Pamplona (<1592). Sin embargo su mayor expansión se dio en Aragón: Zaragoza (1475), Calatayud (1526), Huesca (1550), Alagón (1561), Zuera (1572), Alquezar (1598), Tauste (<1615), Teruel (1664), Tarazona (1675), Daroca (1676), Barbastro (1676), Alcañiz (1683), Mosquerela (1684), Magallón (1694), Jaca (1694), Borja (1702) y  Cariñena (1703).

## Similitudes con el Tribunal Tutelar de Menores
Según Félix Santolaria, el tribunal creado por Martín el Humano:
“contaba con un procedimiento judicial sencillo y sin aparato -simpliciter et de plano ac sine strepita ac figura judicci- y, por supuesto, con un ejercicio de justicia poco garantista para el menor -omnique apellacione et recursu postpositis-. Características que concuerdan todas con el modelo de funcionamiento de los tribunales tutelares de menores.” 
De hecho, esta fue la causa de que en 1991 el Tribunal Constitucional considerase inconstitucional que el juez de menores "sumase en sí las funciones de acusación, defensa y enjuiciamiento, privando al menor de garantías procesales básicas". Diez años después, se aprobó la Ley Orgánica 5/2000, reguladora de la responsabilidad penal de los menores, que introdujo un "modelo educativo-responsabilizador". 